# Lo scandalo
Lo scandalo è un film italiano del 1965 diretto da Anna Gobbi.

## Trama
Storie scandalose di amori tra un gruppo di amici che alla fine vengono insabbiate per mantenere lo status quo.